# Dysstroma infuscata
Dysstroma infuscata is een nachtvlinder uit de familie van de spanners (Geometridae).
De spanwijdte van deze vlinder is 23 tot 32 millimeter. 
De soort gebruikt blauwe bosbes, rijsbes en Rhododendron tomentosum als waardplanten. De rups is te vinden van augustus tot juni en overwintert. De vliegtijd is juli.
De soort komt voor van Scandinavië, Polen en Tsjechië tot de Amoer en Sachalin. De habitat is naaldbos.